# 驿马镇 (庆城县)
驿马镇，是中华人民共和国甘肃省庆阳市庆城县下辖的一个乡镇级行政单位。

## 行政区划
驿马镇下辖以下地区：
驿马社区、驿马村、上关村、儒林村、东滩村、涝池村、太乐村、老庄村、佛寺肴村、冯塬村、苟渠村、熊家庙村、钱家畔村、花园村、李家庄村、米家川村、瓦家咀村、南极庙村、安家寺村、马园村和杨湾村。